# Holque
Holque, westflämisch Olke, ist eine französische Gemeinde im Département Nord in der Region Hauts-de-France. Sie gehört zum Arrondissement Dunkerque und zum Kanton Wormhout.

## Geografie
Die Gemeinde Holque liegt an der Grenze zum Département Pas-de-Calais am Fluss Aa und am Canal de la Haute Colme in Französisch-Flandern, etwa 13 Kilometer nördlich von Saint-Omer und 18 Kilometer südlich von Dünkirchen. Sie grenzt im Norden an Saint-Pierre-Brouck, im Nordosten an Cappelle-Brouck, im Osten an Millam, im Südosten an Watten, im Südwesten an Éperlecques und im Westen an Ruminghem.

## Bevölkerungsentwicklung
| Jahr                       | 1962 | 1968 | 1975 | 1982 | 1990 | 1999 | 2011 | 2020 |
| Einwohner                  | 579  | 558  | 555  | 812  | 883  | 894  | 920  | 887  |
| Quellen: Cassini und INSEE |      |      |      |      |      |      |      |      |

## Sehenswürdigkeiten

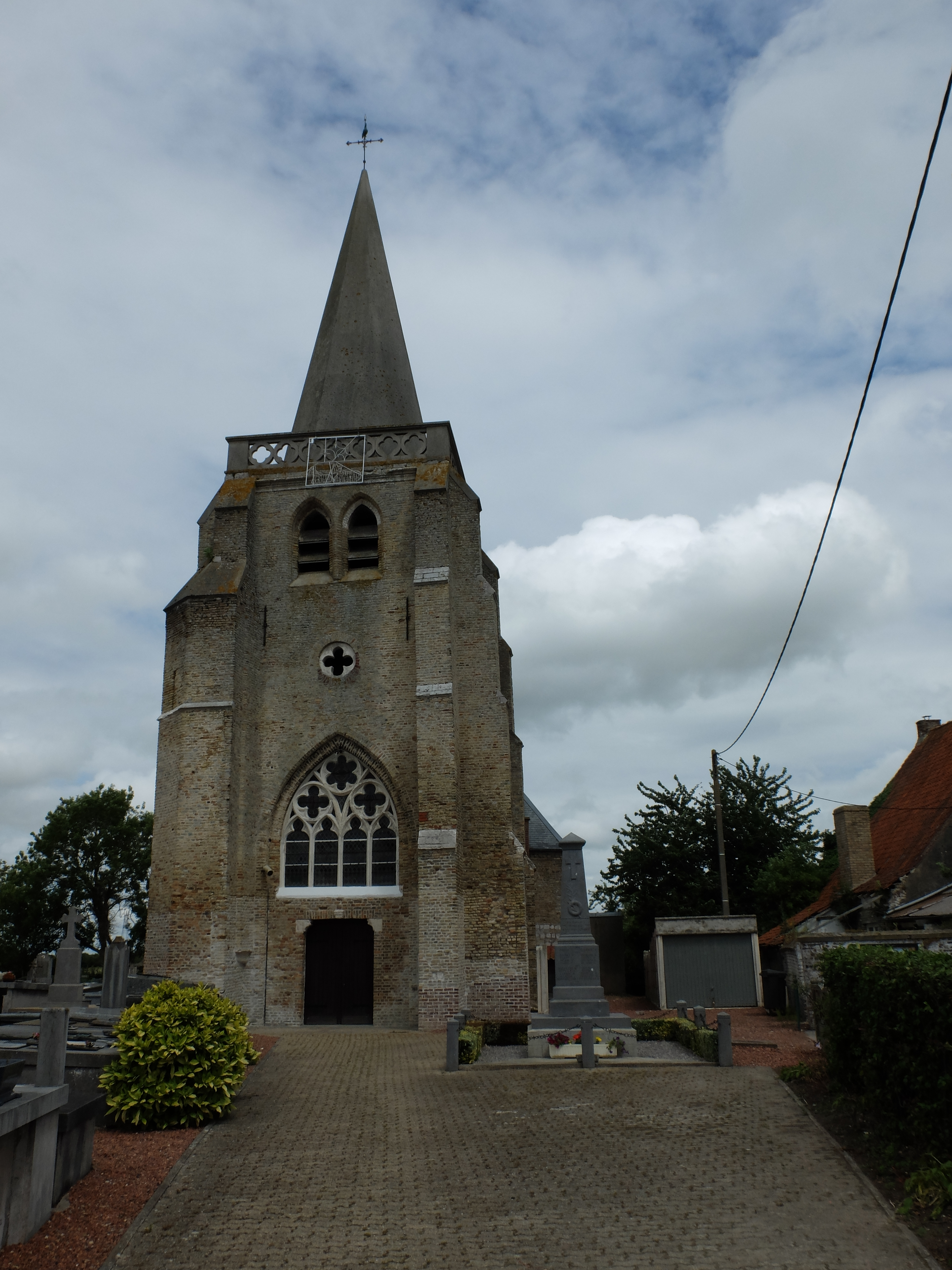
Kirche Saint-Michel
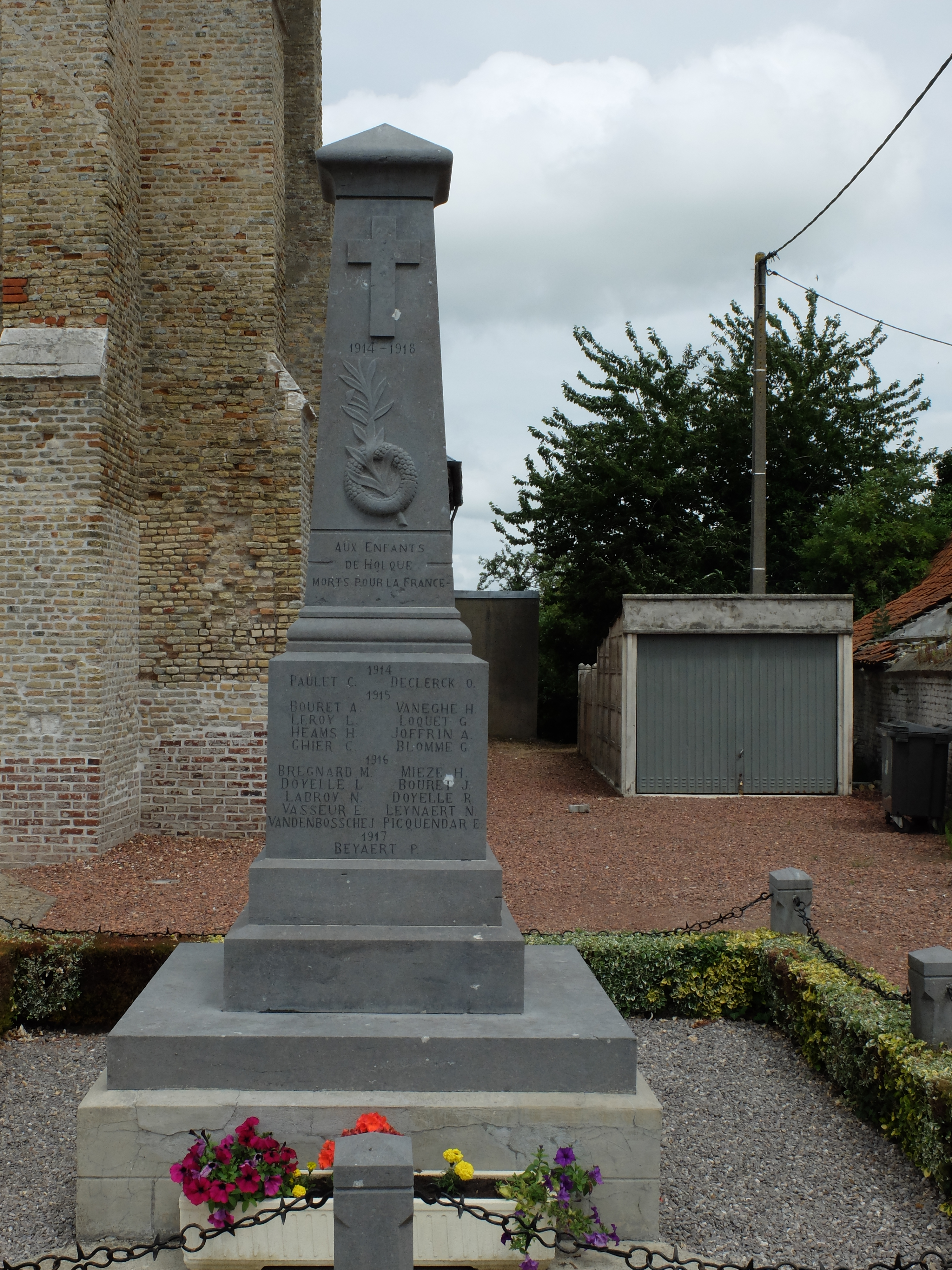
Gefallenendenkmal
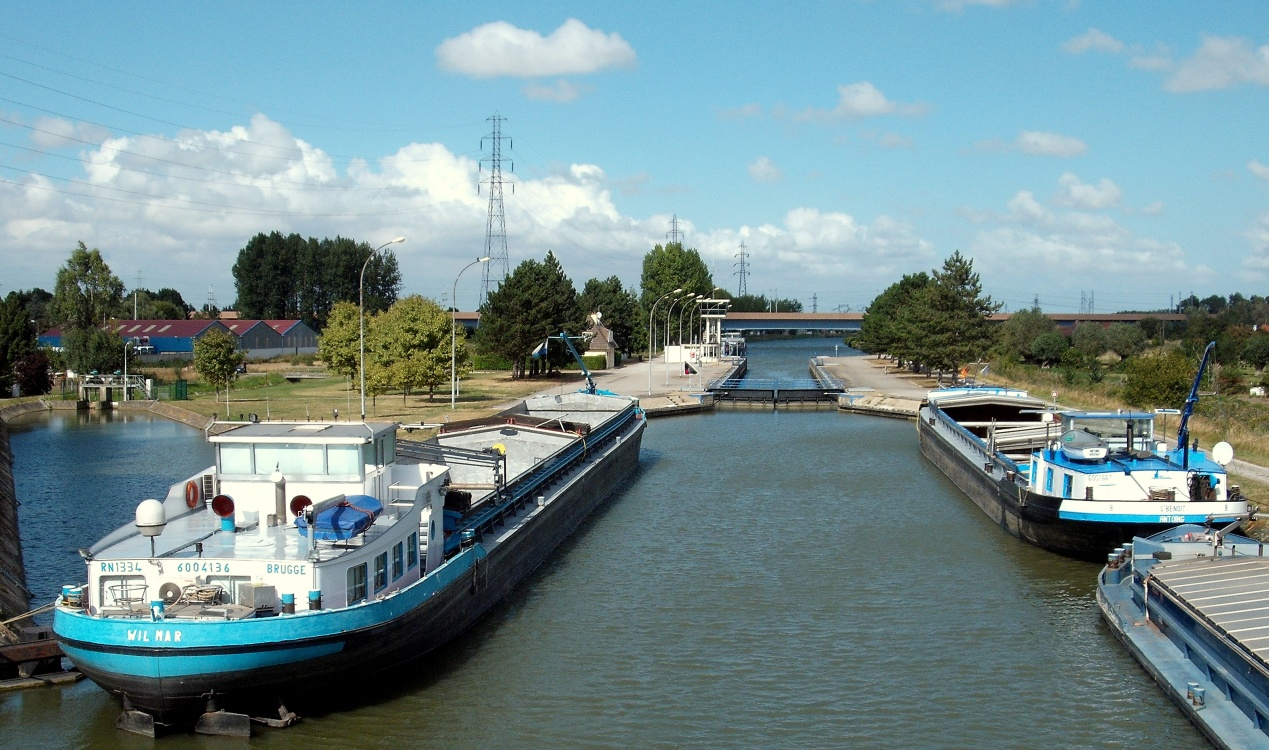
Canal de la Haute Colme bei Holque

- Kirche Saint-Michel
- Gefallenendenkmal
- Canal de la Haute Colme bei Holque